# 1963年の文学
1963年の文学（1963ねんのぶんがく）では、1963年（昭和38年）の文学に関する出来事について記述する。

## できごと
- 1月14日 - 文学座から芥川比呂志、岸田今日子ら29名が脱退し、福田恆存が結成した劇団雲に参加。
- 1月22日 - 第48回芥川龍之介賞・直木三十五賞（1962年下半期）の選考委員会開催。
- 4月 - 財団法人・日本近代文学館が発足（理事：高見順。監事：川端康成）。
- 5月 – 河出書房新社から『現代の文学』〈全43巻〉の刊行が始まる（1966年11月まで）。編集委員は、川端康成、丹羽文雄、円地文子、井上靖、三島由紀夫、松本清張
- 11月25日 - 『喜びの琴』を巡る騒動により、杉村春子と対立した三島由紀夫が文学座を退団（喜びの琴事件）。
- 12月25日 - 河野實・大島みち子共著の『愛と死をみつめて』（大和書房）が刊行される。同書は1964年年間ベストセラーの総合1位を記録した[1]。

## 受賞

### 日本国内
- 第48回（1962年下半期）芥川賞・直木賞（1月）
  - 芥川賞 - 該当作なし
  - 直木賞 - 山口瞳『江分利満氏の優雅な生活』、杉本苑子『孤愁の岸』
- 第49回（1963年上半期）芥川賞・直木賞（7月）
  - 芥川賞 - 後藤紀一「少年の橋」、河野多惠子「蟹」
  - 直木賞 - 佐藤得二『女のいくさ』
- 群像新人文学賞（第6回） - 文沢隆一 『重い車』
- 女流文学賞（第2回） - 佐多稲子『女の宿』、瀬戸内晴美『夏の終り』

### 日本国外
- ノーベル文学賞 -  イオルゴス・セフェリス
- ゴンクール賞（1962年度） - アンナ・ラングフュス 『砂の荷物』
- ネリー・ザックス賞 -  ヨハンナ・モースドルフ

## 1963年の本

### 小説
- 大江健三郎 『性的人間』（新潮社）
- 水上勉 『飢餓海峡』（朝日新聞社）
- ジョン・ル・カレ 『寒い国から帰ってきたスパイ』　※邦訳は1964年に刊行
- 三島由紀夫 『愛の疾走』（講談社）、『午後の曳航』（講談社）、『剣』（講談社）

### 評論
- 三島由紀夫 『林房雄論』（新潮社）

### その他
- 石井好子 『巴里の空の下オムレツのにおいは流れる』（暮しの手帖社）
- 河野實・大島みち子 『愛と死をみつめて』（大和書房）
- ルース・スタイルス・ガネット作、ルース・クリスマン・ガネット絵、渡辺茂男訳 『エルマーのぼうけん』（福音館書店）[2]

## 死去
- 1月29日 - ロバート・フロスト、米国の詩人。88歳没。
- 2月6日 - 岡本良雄、大阪府出身の児童文学作家。49歳没。
- 2月11日 - シルヴィア・プラス、米国の詩人。死後、作品に対してピューリッツァー賞が追贈された。30歳没。
- 4月14日 - 野村胡堂、岩手県出身の小説家・音楽評論家。80歳没。
- 4月18日 - 夏目鏡子、広島県出身。夏目漱石の妻。85歳没。
- 5月6日 - 久保田万太郎、日本の小説家・劇作家。73歳没。
- 6月11日 - 長谷川伸、日本の小説家・劇作家。79歳没。
- 10月11日 - ジャン・コクトー、フランスの詩人・映画監督。74歳没。
- 11月22日 - オルダス・ハクスリー、イギリスの著述家。69歳没。
- 11月22日 - C・S・ルイス、アイルランド系のイギリスの学者・小説家。64歳没。
- 12月10日 - 大田洋子、広島県出身の小説家。57歳没。
- 12月25日 - トリスタン・ツァラ、フランスの詩人。67歳没。